# Legión de Super-Héroes
La Legión de Super-Héroes es un equipo ficticio de superhéroes de DC Comics que tienen sus aventuras entre los siglos XXX y XXXI. El equipo debutó por primera vez en Adventure Comics #247 (abril de 1958), y fue creado por el escritor Otto Binder y el artista Al Plastino.
Inicialmente, el equipo estaba estrechamente asociado con la encarnación original de Superboy (cuando Superman en la época pre-crisis apenas era adolescente y comenzaba como superhéroe a temprana edad), este equipo fue presentado por primera vez como un grupo de viajeros del tiempo que con frecuencia lo visitaban. En años posteriores, a este origen de la Legión y sus historias, en la que los llevaban a viajar a través del tiempo fue alimentada con nuevas aventuras, y el grupo se le dio su propio estatus a la par con Superboy con su propia historieta mensual. Finalmente, el personaje de Superboy se eliminaría por completo, excepto cuando era una estrella invitada ocasional.
El equipo ha sufrido dos grandes reinicios de sus orígenes durante su publicación. La versión original fue sustituida por una nueva versión tras los acontecimientos de "Hora Cero" en 1994 y otro equipo reiniciado que se introdujo en 2004, y una cuarta versión del equipo, casi idéntica a la versión original, que se introdujo en 2007.

## Biografía e historia sobre su publicación

### Pre-Crisis: Continuidad original (1958-1989)
En las historias donde apareció Superboy, fue en el título de historietas conocido como Adventure Comics, en esa misma serie, debutaría la Legión de Super-Héroes, a finales de la década de 1950, en el Adventure Comics #247 (abril de 1958), escrito por Otto Binder y dibujado por Al Plastino, En esta historia, Superboy se encontraba con tres adolescentes procedentes del siglo XXX: Lightning Boy, Saturn Girl y Cosmic Boy, en la que le comentaban que forman parte de un "club de Super-héroes" llamada la Legión de Superhéroes. Su club había sido conformado gracias a Superboy, que él era la fuente de inspiración, y que habían viajado en el tiempo para reclutar a Superboy como miembro. Después de una serie de pruebas, Superboy fue premiado al convertirlo en miembro y regresó posteriormente a su tiempo.
Aunque pretendía ser una historia corta en la que solamente se centraría en Superboy, la Legión resultó tan popular que volvió para hacer una nueva aparición en Adventure Comics #267 (diciembre de 1959). En esta historia, Lightning Boy había sido renombrado Lightning Lad, y sus trajes eran muy similares a los que llevaron en la Edad de Plata de los cómics. Tal fue la popularidad de la Legión que fue creciendo, y aparecería en más historias en las páginas de Adventure Comics, posteriormente en Action Comics, y otros títulos editados por Mort Weisinger en los siguientes años. Los demás miembros de la Legión, que apenas fueron mencionados en sus dos primeras historias, era lleno de nuevos héroes como Chameleon Boy, Invisible Kid, Colossal Boy, Star Boy, Brainiac 5, Triplicate Girl, Shrinking Violet, Sun Boy, Bouncing Boy, Phantom Girl, y Ultra Boy. Incluso Supergirl fue reclutada como miembro.
En las páginas de Adventure Comics #300 (septiembre de 1962), la Legión recibió su propio protagonismo, a través de una historia llamada "Superboy en los 'Cuentos de la Legión de Superhéroes'". Mientras que ellos compartían espacio con las aventuras de Superboy en solitario un par de años, finalmente desplazaron a las aventuras que se contaban sobre Superboy como personaje central del título de la historieta permitiéndole crecer en popularidad. Lightning Lad posteriormente moría en Adventure Comics #304 (enero de 1963) y revivía en la edición #312 (septiembre de 1963).
La serie Adventure Comics se convirtió en la serie que permitió el funcionamiento y el entorno de las historias de la Legión en general. El cuartel del equipo juvenil, operaba desde unos cuarteles generales construidos en los restos de una nave espacial amarilla con forma invertida que tenía la apariencia de como si la hubieran clavado en el suelo. La posición del líder de la Legión fue rotada entre los miembros. Cada legionario debía poseer una superpoder natural que ningún otro miembro poseía; a pesar de esto, varios miembros tenían superpoderes preestablecidos, especialmente Superboy, Supergirl, el daxamita Mon-El, y Ultra Boy. Algunas aventuras clásicas incluyeron momentos cómicos donde algunos candidatos eran mostrados con habilidades algo extrañas, inútiles o potencialmente peligrosos como para que pudiesen probar su afiliación ya que terminaban siendo rechazados; cinco de estos candidatos imperfectos pasaron a formar la Legión de Héroes Sustitutos. La Legión tuvo como principal lugar de operaciones el planeta Tierra, y tenía el aval de una organización intergaláctica humano-alienígena llamada la Federación de Planetas Unidos (cuya sede residía en la Tierra también). La fuerza policial regular de la Federación fue la Policía Científica, que con el tiempo sustituía a la Legión en algún momento. Con los ajuste de cada historia se centraba que ocurría a 1000 años a partir de la fecha de publicación.
En Adventure Comics #346 (julio de 1966), Jim Shooter, con 14 años en ese momento (el escritor y dibujantes de cómics más joven en hacerlo en su momento), escribió la primera historia importante de la Legión. Poco después, Shooter se convirtió en escritor regular de las historias de la Legión, junto con Curt Swan, y más tarde incluyendo a Win Mortimer, como artista. Shooter escribió la historia en la que Ferro Lad moría (la primera muerte "real" de un legionario, aunque Lightning Lad se le había creído muerto por algún tiempo) y fue presentando muchos otros conceptos duraderos, incluyendo a Los 5 Fatales, a Shadow Lass, el Círculo Oscuro, Mordru, y la "Legión de Adultos", una conjetura respecto a lo que los legionarios serían cuando estos crecieran.
La última aparición de la Legión en las páginas de Adventure Comics fue en el #380 (mayo de 1969), y sustituidos por Supergirl como personaje central en el siguiente número. A principios de 1970 vieron la Legión relegada a la función de invitados o personajes recurrentes en ciertas miniseries o historias de carácter secundaria. En primer lugar, las historias del equipo fueron trasladadas a las páginas de Action Comics # 377-392 para unas aventuras (junio de 1969-septiembre de 1970). Después que se jubilase Mort Weisinger de DC, la Legión fue pasada a ser supervisada por el editor Murray Boltinoff y comenzó a aparecer de vez en cuando como personajes invitados contando historias cortas en las páginas de la serie de historietas de Superboy, desde el #172 (marzo de 1971), con los escritores E. Nelson Bridwell y Cary Bates, y con los dibujos de George Tuska Con Dave Cockrum inició la serie con Superboy #184 (abril de 1972), de nuevo retomaría la popularidad del equipo.

#### Del títuloSuperboya su primer título en solitario
La primera historieta publicada bajo el título Legion de Super-Héroes fue una serie limitada de cuatro números publicada en 1973, que reimprimió las historias contadas de la Legión que publicaron en Adventure Comics. En ese mismo año, la Legión volvió a formar parte de una serie de historietas cuando la historieta de Superboy convirtió de nuevo a su personaje central siendo protagonizado junto con la Legión de Superhéroes desde el #197 (agosto de 1973). Escrita por Bates y Cockrum, esta aparición resultó ser muy popular y mostró el acontecimiento como la boda de Bouncing Boy con Duo Damsel en Superboy #200 (febrero de 1974). Cockrum fue sustituido como dibujante po Mike Grell en la edición #203 (agosto de 1974), contando la muerte de Invisible Kid. En el #231 (septiembre de 1977), el título de la serie fue retitulada como Superboy y la Legión de Superhéroes convirtiéndose en una historieta de "tamaño gigante" para el título. En este punto, la historieta fue escrita por largo tiempo por Paul Levitz y dibujado por James Sherman, aunque Gerry Conway escribió con frecuencia también. Saturn Girl y Lightning Lad se casarían según lo contado en la revista All-New Collectors #C-55 (1978), una serie especial de coleccionistas escrita por Levitz y dibujada por Grell. En los números #241-245 (julio-diciembre 1978) Levitz y Sherman (y luego Joe Staton) escribieron lo que era en ese momento la historia más ambiciosa de la Legión: "La Tierra en Guerra", una guerra galáctica entre la Federación de Planetas Unidos y el Imperio Khunds, con la inclusión de varios otros villanos que acechaban en el fondo de la historia. Durante este período, Karate Kid tuvo su propia serie homónima donde se relató sus historias en el siglo XX, que duró 15 números. Levitz dejó historieta, para ser reemplazado a tiempo completo por Gerry Conway.
Superboy se apartó de la Legión debido a una premisa que tuvo con un villano, y por entonces la historieta fue renombrada simplemente como Legión de Superhéroes (convirtiéndose en la primera serie propia para el equipo en solitario, siendo considerada como el Volumen 1) comenzando desde la edición #259 (enero de 1980). El editor Jack C. Harris incluyó a Steve Ditko como artista invitado en varias historias, una decisión que obtuvo una reacción mixta entre los lectores frente al título que dibujó. Jimmy Janes se convirtió en dibujante regular por largo tiempo trabajando con Conway (y más tarde con Roy Thomas) que implicó la desaparición de Ultra Boy durante una misión, y su larga odisea para poder reunirse con el equipo. Esta historia contaba la historia del legionario Reflecto (solamente vislumbrado durante las historias de la "Legión de Adultos" en Adventure Comics), ofreciendo al villano el Time Trapper y Grimbor el Chainsman, y se mostró a Superboy regresando al equipo.

### Las historias previas y durante la crisis y posteriores

#### La era dePaul Levitz
Paul Levitz regresaba a escribir las historietas del equipo ya en la serie propia en el #284. Pat Broderick y Bruce Patterson ilustraron la historieta por un corto tiempo antes de que Keith Giffen comenzase a dibujarla, luego con Patterson, y Larry Mahlstedt en el entintado. El equipo creativo fue el que ledió una mayor popularidad tras la "Gran Saga de la Oscuridad", desarrollada en los números #287; # 290-294; y el Anual #3, con un asalto total a los Planetas Unidos por parte de Darkseid. El historiador de historietas Les Daniels describió al observar que al:

"Trabajar con el artista Keith Giffen, Levitz completó la transformación de la Legión en una saga de ciencia-ficción con mucho alcance y una profundidad considerable"
Les Daniels

.
La Legión celebró su aniversario en la edición #300 (junio de 1983) que revisó la historia la "Legión de Adultos" a través de una serie ilustrada donde se contaba los hechos de un mundo paralelo, en la que fue ilustrada por una serie de artistas populares de la Legión que trabajaron con el equipo en años anteriores. La historia sirvió para liberar la continuidad de la Legión al seguir el edicto sobre la "Legión Adulta", que se había contado de las ediciones anteriores. El estilo de Giffen cambió abruptamente algunas historias más tarde, a un estilo más oscuro y con sketchs inspirados por el artista argentino José Muñoz. Una nueva serie de historietas sobre la Legión de Super-Héroes comic (la tercera publicación bajo el título tras la miniserie limitada y el título que estuvo en curso con anterioridad a la Implosión DC) se puso en marcha en agosto de 1984. La serie vigente sobre la Legión, fue rebautizada como Historias de la Legión de Superhéroes en el número #314, continuaba funcionando con nuevo material por un año más, y luego comenzaría con la reimpresión de sus historias con la nueva Legión de Superhéroes en la edición #326. Historias continuó con sus reimpresiones editoriales hasta su último número, en el # 354 (diciembre de 1987).
La nueva serie que se puso en marcha arrancó sus publicaciones desde agosto de 1984 con una historia contada en cinco partes donde se enfrentan a la Legión de Super-Villanos. Giffen fue sustituido a medio camino de la historia y fue reemplazado por Steve Lightle, que se quedó con la historieta durante un año. En el arco de la historia debut del artista vio la muerte de Karate Kid en el #4 (noviembre de 1984). Levitz y Lightle cocrearon a dos legionarios, Tellus y Quislet, cuyas apariciones inusuales fueron un contraste con las apariciones de los humanoides sobre otros legionarios. Greg LaRocque comenzó su larga carrera en la serie en el #16 (noviembre de 1985), incluyendo un cruce con la serie reiniciada por John Byrne sobre los títulos de Superman #37 y #38. El cruce fue el primero de varios intentos por parte de los editores de DC de explicar el origen y destino de Superboy y su historia relacionada con la Legión, a la luz de las tantas revisiones que se hicieron sobre el Universo DC, causada por el evento conocido como la Crisis en las Tierras Infinitas, que eliminó la carrera de Superman como Superboy como parte de su historial personal. En el cruce, el Superboy de la Legión fue revelado que había venido de un "Universo de bolsillo" creado por el Time Trapper. El cruce terminó con la muerte de este Superboy. Paul Levitz terminó su etapa con el regreso de Giffen y una historia de cuatro partes titulada "Las Guerras Mágicas", terminándola en el #63 (agosto de 1989).

### Post-crisis

#### Cinco años después
Giffen hizo cargo trabajar y dibujar la cuarta serie de la Legión de Superhéroes (siendo este el volumen 4) que comenzó en noviembre de 1989, con los guionistas Tom y Mary Bierbaum y con la colaboración de Al Gordon. A cinco años después de la saga Guerras Mágicas, la Federación de Planetas Unidos ahora es un lugar más oscuro y la Legión es apenas un recuerdo lejano. Sin embargo, un grupo de ex-legionarios trabajaron para volver a formar a la Legión en este áspero nuevo universo, en el que la Tierra estaba gobernada por los alienígenas llamados los Dominadores.
Poco después de comenzar esta historia, se tomó la decisión de eliminar con carácter retroactivo a Superboy de manera completa sobre su historia con la Legión, dejando la incógnita sobre como tuvieron la inspiración de como se creó la Legión, sin la influencia de Superboy. La solución de los escritores fue retcon un masivo, en la que Mon-El sirvió en el papel conejillo de indias para la restructuración de la continuidad del equipo, y con otros retcons más que siguieron. Con el #5 incluyó una historia contada en un universo alternativo, en la que dicha historia completó la reestructuración del equipo, y la continuidad creada por el Time Trapper fue reemplazada por su asistente Glorith. Giffen se saltó el diseño de varias historias que dieron lugar a las que los Bierbaum escribieron como variadas historias de relleno.
Un argumento importante durante este período fue el descubrimiento del llamado los SW6, un grupo de clones tempranos de la Legión. En los días de la serie de Adventure Comics, estos fueron creados por los dominadores. La conclusión original de Keith Giffen para este argumento era que los clones se habían revelado como la verdadera Legión, y aquellos cuyas aventuras que tuvieron lugar como la encarnación del equipo original, y que surgieron en la década de los años 1950 era en realidad un grupo de clones. El archivo secreto sobre la Legión de Adultos entraron en el juego, lo que obligó a luchar contra la Legión más joven y que llevaron a una lucha a muerte en la que los legionarios de ambos equipos morirían, dejando los nombres de sus víctimas que son recogidos al azar. Posteriormente, el equipo más viejo exploraría el Sistema Vega como la versión del siglo XXX de los Omega Men, que posteriormente aparecería en una nueva serie, mientras que el equipo más joven actuaría como la principal Legión en la Tierra. Otra conclusión que Giffen tuvo para varios de los legionarios jóvenes y adultos que murieron mientras era liberada la Tierra del dominio de los Dominadores. La Legión mayor defendería a la Tierra, mientras que la Legión más joven actuaría como la última línea de defensa de la Federación de los Planetas Unidos ahora como los Omega Men.
Adicionalmente, surgió un título paralelo, Legionarios, que inició sus publicaciones, y que fue protagonizado por la Legión "SW6", cuyos orígenes no se resolvieron hasta el evento conocido como el cruce Hora Cero, en la cual fue hecho por el equipo creativo que lo escribió. Legionarios era una serie con un tono más ligero, como la serie de historietas principal sobre la Legión, y estuvo escrito por los Bierbaums y dibujado por Chris Sprouse. Giffen dejó la historieta después de una historia en la que implicaba la destrucción de la Tierra, y los Bierbaums continuaron escribiendo, supervisando el regreso de varios personajes clásicos. Cuando los Bierbaums dejaron la serie, el escritor Tom McCraw se hizo cargo de la serie y realizó una serie de cambios, tales como fueron obligados a varios miembros a dejar la Legión Underground, lo que les obligó asumir nuevas identidades y disfraces, y trayendo de vuelta al ausente por largo tiempo el legionario Wildfire.
En 1994, los editores de DC decidieron que después de 36 años, la continuidad del equipo sería totalmente reiniciada una vez más. Como parte del cruce conocido como Hora Cero, la continuidad original de la Legión llegó a su fin en la edición de la Legión de Super-Héroes (vol. 4) #61 (septiembre de 1994).

#### Segundo reinicio (1994-2004): Post-Hora Cero-
Después de Hora Cero, se creó una nueva continuidad para la Legión, comenzando con un recuento sobre el origen de la historia del origen del equipo en el número de la Legión de Superhéroes (vol. 4) #0 que se continuaría en la serie hermana y spin-off Legionarios #0 (ambas publicadas en octubre de 1994). Lightning Lad fue renombrado como Live Wire, y tras la fundación del grupo, se añadió un gran número de héroes a la lista rápidamente. Varios miembros de la continuidad anterior se les dio nuevos nombres clave, y se añadieron algunos nuevos héroes, incluyendo a XS (la nieta de Barry Allen, Flash), Kinetix, y Gates.
Si bien, en algunos aspectos siguientes al patrón sobre la anterior continuidad original, la nueva continuidad se separó de la antigua en varias maneras: algunos de los personajes murieron como lo habían hecho anteriormente, pero otros no, y algunos miembros de la Legión pasaron el tiempo en el siglo XX, donde reclutaron a una nueva versión de Ferro, en la que ese se explicó que era un chico huérfano criado en el siglo XX en vez del siglo XXX. La Legión también tuvo que ganarse el respeto de la Federación de Planetas Unidos, lo que hicieron a través de dos victorias merecidas: La defensa exitosa de la Tierra tras el ataque del Triángulo Blanco de Daxamitas, un grupo de alienígenas humanoides racistas influenciado del estilo nazi de las culturas terrestres; y la exposición que tuvo al Presidente Chu ante la Federación de Planetas Unidos, al ser el cerebro que estuvo detrás de la Guerra Braal-Titan, el engaño de Sun Eater, la formación de los Cinco Fatales y el lavado de cerebro del futuro legionario Jene Arrah.
Los nuevos escritores como Dan Abnett y Andy Lanning llegaron a la serie junto al escritor Olivier Coipel, escribir una oscura historia que llevaría al colapso de la Federación de Planetas Unidos y la misma Legión. A raíz de esta catástrofe, un grupo de legionarios desapareció a través de una grieta espacial y las dos series existentes de la Legión llegó a su fin. La serie limitada la Legión Perdida Vol. 1 (2000-2001) narra el difícil viaje de estos legionarios por volver a casa, mientras que los de la serie limitada la Legión de los Mundos (2001) mostró lo que sucedíó a los Planetas Unidos durante su ausencia.
Una nueva serie, La Legión, se puso en marcha en la que la Legión se reunía de nuevo y se le dio una nueva base y un propósito. Escrito por sus primeros 33 números por DnA, la serie fue cancelada en el #38. La adición más notable al equipo durante la publicación de la serie al Superboy (Kon-El) post-crisis, el clon del siglo XXI de Superman y Lex Luthor, que resultó del proceso clonación de células de Superman y Lex Luthor, y que previamente habían concedido ser un miembro honorario.

#### Tercer reinicio: Nueva continuidad (2004-2009)
Después de un cruce que tuvieron con la serie de historietas de los Jóvenes Titanes en Jóvenes Titanes Vol 3 #16 y Jóvenes Titanes/Legión Especial #1, se lanzaría una nueva serie; escrita por Mark Waid (que había reiniciado previamente el título tras los acontecimientos de Hora Cero) y dibujada por Barry Kitson. Esta nueva serie, la quinta bajo el título de la Legión de Super-Héroes volvía a recrear al equipo desde cero y volvía a utilizar los nombres clave Boy/Lad/Girl/Kid con el fin de que el "prearranque", por lo cual pudiese funcionar como el nuevo reinicio, y que permitió deshacerse el uso anterior.
Las historias iniciales de esta serie reintrodujeron a varios personajes y un nuevo y divergente origen para ellos. La mayoría de los personajes se parecían a sus homólogos anteriores con sus trajes y poderes, excepto con aquellas excepciones más notables que incluían a Chameleon Boy, que ahora era llamado simplemente como Chameleon y representado como una criatura andrógina, Star Boy, que en esta versión de la Legión es de raza negra, Colossal Boy, quien ahora es un humanoide gigante que se encoge al tamaño de un ser humano, y una nueva Phantom Girl, que existe en dos universos a la vez y tiene conversaciones con la gente de su propia dimensión, mientras que habla con los legionarios a la vez. El futuro universo de esta legión es una sociedad emocional y mentalmente represiva, por lo que implica que la sexualidad humana y el contacto que se mantiene a distancia de los demás, así como se presenta la situación del tipo orwelliana sobre la vigilancia que se tenía hacia los menores. El objetivo principal de esta Legión es la reforma social, así como el de poder proteger a las personas e inspirarlos con base a los valores que las leyendas de los superhéroes de épocas de antaño inspiraron, a pesar de que el equipo no era apreciado por diversas autoridades gubernamentales. La Legión es apreciada por miles de "legionarios"; estos jóvenes de diversos mundos diferentes que aprecian al equipo formaron un culto alrededor de ellos. Algunos de estos Legionarios mantiene una vigilia constante frente a la sede de la Legión.
En la edición #16, del volumen 5 de la Legión de Superhéroes fue retitulada como Supergirl y la Legión de Superhéroes, con Supergirl viajando al futuro y uniéndose a la Legión. En la edición #31, Tony Bedard sustituyó a Waid como escritor. El título volvió como Legión de Superhéroes el #37 y Jim Shooter después de muchos años regresó como escritor. La serie terminó en la edición # 50, en el que el guion fue acreditado como "Justin Thyme", un seudónimo utilizado anteriormente en el que se acreditaba a los artistas de historietas.

### Post-Crisis Infinita: cuarto reinicio, retomando la continuidad de 1958 (2007-2013)

#### Lightning saga
El cruce Lightning Saga desarrollada en las páginas de Liga de la Justicia de América (vol. 2) #8-10 y la Sociedad de la Justicia de América (vol. 3) #5-6 incluía a un grupo de Legionarios similar en apariencia a sus encarnaciones anteriores a la vista durante la "Crisis en las Tierras Infinitas". Entre ellos, las versiones de Star Boy (ahora llamado Starman), Dream Girl, Wildfire, Karate Kid, Timber Wolf, Sensor Girl, Dawnstar, y Brainiac 5 son reintroducidos. A pesar de mostrar varias diferencias entre los originales y los aparecidos en el cruce Lightning Saga demostraría que existen diferentes versiones de las legiones, Geoff Johns señaló que esta encarnación de la Legión comparte la misma historia como la original encarnación de la Legión hasta los acontecimientos de la "Crisis en las Tierras Infinitas", En la saga, fueron descubiertas varias revelaciones sobre los personajes, como por ejemplo, el traje de contención de Wildfire fue construido a partir de la coraza robótica de Red Tornado, las habilidades de Dream Girl provienen de su contacto con el reino "El Dreaming", la afiliación de Night Girl a la Legion, la muerte y resurrección de Karate Kid, y como la Legión luchó contra el separatismo y la xenofobia al igual que su lucha contra el crimen), por esta razón era por la que no parecía coincidir con la historia de la Legión de Superheroes original Pre-Crisis. Sin embargo, Superman revelaría poseer estatuas de esta versión de la Legión en su Fortaleza de Soledad, ya que no les ha visto como grupo desde el final de la "Crisis en las Tierras Infinitas". Más tarde recuerdan la muerte y resurrección de Lightning Lad. El cruce concluye con el regreso de Wally West (el tercer Flash, desaparecido en "Crisis Infinita"), con su esposa y sus dos gemelos devuelta a la Tierra. Los Legionarios, con la excepción de Starman, Duo Damnsel y Karate Kid, regresan a su futuro. Adicionalmente, se muestra que Clark Kent que se había unido al equipo como un adolescente llamado Superboy antes del inicio de su carrera como Superman.

#### "Superman y la Legión de Superhéroes"
Esta versión de la Legión aparecería después en "Superman y la Legión de Superhéroes", una historia contada en las páginas de Action Comics #858-863. En esta historia, se relata que en el año 3008, el Sol de la Tierra se volvió rojo al convertirse en una Gigante Roja y varios aspirantes a legionarios que no pasaron para formar parte del equipo y nacieron en la Tierra se unieron para formar la Liga de la Justicia de la Tierra, bajo el liderazgo de Earth-Man, después de que él afirmó que Superman fue un humano que ganó sus poderes de la "Madre-Tierra". Earth-Man utiliza esta pretensión para lograr que la Tierra se separe de la Federación de Planetas Unidos y se prohíba a todos los alienígenas de la Tierra, donde se da lugar a que varios legionarios pasen a la clandestinidad. Con ayuda de Superman, la Legión finalmente restaura al Sol a su estado normal y derrota a Earth-Man y a su Liga de la Justicia de la Tierra al igual que la Federación de Planetas Unidos está a punto de atacar a la Tierra.

#### Crisis Final: La Legión de 3 Mundos
Esta versión de la Legión aparecería después en una miniserie que es un cruce limitado basado en el arco argumental spin-off/tie-in de Crisis Final, llamada Crisis Final: La Legión de 3 Mundos de 2008, escrita por Geoff Johns y dibujada por George Pérez. La miniserie cuenta con tres versiones de la Legión (sobre todo la importancia de la Legión Post-Crisis Infinita sobre su papel) y Superman haciendo equipo, mostrando la aparición de las otras encarnaciones de los distintos "reinicios" de la Legión, como aquella que se hizo aparición como la denominada Legión de Tierra Prima, la misma que surgió con el tercer "reinicio" de las anteriores encarnaciones del equipo, en esta historia, Superboy-Prime, formó su propia Legión de Super-Villanos, y donde este asume revelarse a los demás como el tercer Time Trapper. En esta serie limitada, se reveló que la Legión del Primer "inicio" (la de 1994 post-Hora Cero) provenía de una antigua tierra conocida en el Multiverso DC conocida como Tierra-247 (un homenaje metaficcional a la primera aparición de la Legión que surgió en Adventure Comics #247), que fue destruida en Crisis Infinita, y que la Legión del Tercer "Reeboot" provenía como ya se mencionó antes, de Tierra Prima. Geoff Johns aclaró que la intención de esta miniserie fue validar la existencia de tres versiones del equipo para también poder restaurar simultáneamente la continuidad Pre-Crisis de la Legión. La incorporación de los tres equipos en la corriente principal de la continuidad del Universo DC fue mostrado en Action Comics #864 (junio de 2008). En esta historia, Batman narra que la JLA y la JSA batallan al lado de la Legión original para poder derrotar a Mordru, y que ayudan al equipo "reiniciado" (la encarnación de la Legión de 1994) con la destrucción de un Comesoles en el siglo XX, (Como se vio en La Noche Final) a su más reciente encuentro con el equipo del tercer "Reeboot" (La Legi´pón que surgió en 2004).

##### Adventure Comics Vol. 2
Esta versión de la Legión (La legión de 1958 recontinuada) aparecería en las páginas de Adventure Comics Vol. 2 #1-12 (septiembre de 2009-octubre de 2011), y como característica principal en torno a la Academia de la Legión #13-21 (abril de 2011 en adelante). Esta versión de la Legión desempeñó un papel en el arco argumental de "Superman: la Última Batalla de Nuevo Krypton" de 2010, donde se continua los eventos que continuaron con "Lightning saga". Esta historia de esta Legión concluyó en su totalidad A ráiz de esto, una nueva serie sobre Legión de Super-Héroes inició su publicación en mayo de 2010 y terminó publicándose en agosto de 2011, siendo escrita por Paul Levitz y dibujada por Yildiray Cinar, con la versión ahora llamada como la versión del equipo reiniciado en retrospectiva (al retomar la reintroducción de la continuidad de la Legión de 1958).

### Los Nuevos 52
La aparición de la Legión of Super-Héroes como el sexto volumen en el relanzamiento de las principales publicaciones de la editorial DC Comics en 2011 en el evento conocido como Los Nuevos 52 es lanzada con un nuevo número #1. Simultáneamente, DC Comics había cancelado el volumen dos de Adventure Comics y lo reemplazó con un nuevo volumen de una serie de apoyo, titulada Legión Perdida Vol. 2. Mientras que la Legión de Superhéroes continuaba las aventuras del equipo tras lo acontecido en la anterior serie (dando a entender que la continuidad del Universo DC en este tiempo no fue alterado completamente tras los sucesos de Flashpoint) la nueva encarnación de una Legión Perdida incluye a Wildfire, Dawnstar, Timber Wolf, Tyroc, Tellus, Gates y Chamaleon Girl, quien habían vuelto en el tiempo y terminaron varados en la ahora llamada Tierra Prime del siglo XXI, en una misión para poder salvar el futuro y se ven obligados a permanecer allí después de encontrarse con un agente patógeno que podría destruir al futuro siglo XXXI si ellos regresan. A pesar de que la serie de la Legión Perdida terminó con los Legionarios varados en el siglo XXI (actualmente se demostró que aún siguen en el siglo XXI).
Al mismo tiempo se publicaba la serie de la Legión de Super-Héroes Vol.6, pero fue cancelada posteriormente en el #23. Los acontecimientos que se relatan en esta época, continúan los relatos de la serie pre-nuevos 52. En el último número de esta serie, la Federación de Planetas Unidos disuelve la Legión después de una batalla cataclísmica con los Cinco Fatales, y los legionarios de manera individual se retiran a sus respectivos mundos o son obligados a retirarse por parte de la Policía Científica. Se dio a entender que existe una iteración de que esta Legión ahora es la encarnación de la nueva versión de Tierra-2, con un diálogo en él se menciona que uno de los personajes sugiere que la continua existencia de la Legión se puede dar en otros tiempos y realidades alternas. Los escritores Paul Levitz y Keith Giffen aclaran que la ubicación de la Legión en Tierra-2 es simplemente una posibilidad, y Giffen declara:

"Creo que el final es abierto a su interpretación. Tal como yo la vi, es que podría ser de Tierra-2. También podría ser que su origen sea la nueva Tierra-1. E incluso, podría ser una Tierra que Nunca he ha sido descrita con anterioridad. E incluso, podría ser otro universo ".

## Versiones alternativas
Durante los años de la existencias de las tres versiones de la Legión, han existido otras versiones alternativas de la Legión de Super-Héroes que han aparecido en varias revistas de historietas DC, entre las cuales se destacan:
- Una versión de la Legión de Super-Héroes que apareció en un único panel al finalizar la serie limitada Kingdom Come (cómic).[87] Este mundo es representado en Kingdom Come representa a Tierra-22 en el Multiverso DC. Esta versión del equipo aparece de nuevo brevemente, en las páginas finales de un arco argumental de la historia en la que se detalla al Superman de Tierra-22 cuando este se encuentra con la Sociedad de la Justicia de América en el siglo XXI (en Tierra-0).[88]

- Una versión alternativa de la Legión apareció en Legionarios Anual #1 (1994).[89] En el número especial anual, que fue parte de las series que se publicaron en un evento de 1994 conocido como el "Evento Anual de los mundos alternativos", ofreciendo una versión de la Legión con base en la corte del Rey Arturo.

- En las páginas de la Legión de Superhéroes Anual #5 (1994), contó con una parodia de la Legión haciendo fuertemente referencias al Mago de Oz.[90]

- En las páginas de la Legión de Superhéroes Anual #7,[91] que forma parte del evento miniserie conocido como las "Leyendas de la Tierra Muerta" de 1996, mostró a Wildfire como el último sobreviviente de la Legión original, formando un nuevo equipo.

- En el evento conocido como "DC: Un Millón", contó con personajes basados en el Siglo DCCCLIII, contó con veintiséis equipos que fueron convocados por la Legión de la Justicia. La Legión Justicia L se basa en la encarnación de la Legión de Super Héroes, sus miembros dedican también a una versión la Federación de Planetas Unidos que ha estado haciendo un recorrido a través del universo y se dirige de nuevo hacia la Tierra para "restaurar su diversidad." Entre ellos se encuentran Brainiac 417 (una inteligencia incorpórea de los mundos combinados de Colu y Bgztl), Cosmicbot (un ser metálico que comanda el mundo del magnetismo de Braal sosteniendo a su mundo en su viaje), los M'onelves (un super-colectivo alimentado de seres miniatura como la servidumbre del Daxamita IMSK), Titangirl (Una manifestación psíquica viviente de los telépatas de Titan, Implicate Girl (Inspirada libremente de Triplicate Girl, ella contiene todo el planeta Cargg dentro de ella, Bindi es como su tercer ojo y puede no acceder a ninguna habilidad de Carggite), así como una oscura elemental llamada Umbra (de Talok VIII) y el Chamaleon (un fundamentalista religioso del "Mundo Chamaleon", que una vez fue conocido como Durla). La Legión de la Justicia incluye a miembros secundarios como Dreamer (el último mundo precognitivo muerto de Naltor, que refleja sus pensamientos de manera holográfica en su frente), los "Wildflame" (los restos del estado de coma de Wildfire en estado de energía pura, que participan en cada generación sucesiva de los legionarios) y Cris Kend, el Superboy del siglo DCCCLIII y un Brainiac417 de mil años convocado para detener un apocalipsis por su antepasado.[92] La historia de la Legión Justicia L está a su vez excepcionalmente relacionada con tres jóvenes de hace mil años que más tarde dan a conocer como Dav, Vara y Chec por Wildfire, liberados a través de una "runa de contención."Estos tres chicos existen en una sociedad tecno-agraria dentro de un Teseracto en la Tierra; cuando son hospitalizados por una visualización de posibles engaños, son facultados por Wildfire para convertirse en la Legión del siglo DCCCLIII.[93]

- Se han creado distintas versiones de la Legión gracias a la alteración continúa de varias líneas de tiempo creadas por el Time Trapper, entre las que se encuentran el "reinicio" de la Legión y todas han luchado entre sí.[94]

- Una versión alternativa de la Legión apareció durante el arco argumental de la serie denominado "Poder Absoluto" en la serie mensual Batman/Superman. Tres miembros de la Legión de Super-Villanos, (Lightning Lord, Cosmic King y Saturn Queen), viajan atrás en el tiempo para cambiar el curso de la historia. Más tarde se unen a Beauty Blaze y Echo. En la línea de tiempo alterna las tres creadas, utilizaron a miembros de la Legión de Super-Héroes que les lavaron el cerebro o se habían convertido a su causa como una forma de proteger la burbuja temporal que les protegía. La mayoría de sus miembros de su ejército se basaban en la encarnación de la Legión original de los años 70. El único de los tres que no estaban entre este ejército era Cosmic Boy, Lightning Lad y Saturn Girl, los fundadores originales. Al final, los villanos son llevados de vuelta al futuro por Brainiac 5, Dream Woman, Cosmic Man, Chameleon Man, Matter-Eater Man, Lightning Man, y Saturn Woman.[95]

- El Mundo Alternativo que apareció en una serie limitada de dos partes llamada La Legión de Superboy un Elseworld, ofreció una versión alternativa de la Legión que fue formada por Superboy. En esta historia, un bebé Kal-El resulta queda varado en el Cinturón de Asteroides del sistema solar y permanece allí en estasis criogénica hasta que es encontrado en el año 2987 d. C. por R.J. Brande, mil años después de la destrucción de Krypton. A la edad de 14 años, "Kal Brande" (como es llamado), también conocido como Superboy, se une a Cosmic Boy y Saturn Girl al conformar la "Legión de Superboy", que más tarde será conocida como la Legión de Superhéroes.[96]

- En las páginas de la serie mensual de historietas Static #14, en Worlds Collide, un cruce entre DC Comics y Milestone Media, el villano Rift combina Metrópolis con Dakota, creando una amalgama futurista de ambas ciudades. Allí vivió un pastiche de la Legión llamada la Liga de Super-Jóvenes. Static, Rocket y Superboy se convirtieron en Static Lad, Rocket Gal y Fabulous Boy. Otros miembros que no se ven claramente, pero que son mencionados por su nombre, eran Adhesive Lad, Burnrubber, Dough Boy III, Fabulous Man, Fan Boy, Fat Boy, Foxtrot Lass, Frat Boy, Hoot-Man, Itty-Bitty Girl, Kite Lad, Kodak Kid, Mall Hair Girl, Maniac 5, Phenomenal Lass, Procrastination Lad, Seltzer Lad, Sneeze Lad, Sterno Lad, Super Nazi-Fighter y Very-Big Boy. Superman, Hardware, Icon, Steel, y Transit también eran otros de sus miembros. Este equipo se desvaneció cuando finalmente se separaron Dakota y Metrópolis.[97]

- En el Universo DC: Legados, una corta miniserie limitada de 10 partes, se muestra a un joven Clark Kent que es abordado por la Legión de Super-Héroes para que se una a su equipo y le dan un anillo de vuelo de la Legión. Sin embargo, las diferentes Legiones de múltiples puntos en el tiempo, procedentes del futuro, llegan casi constantemente pidiéndole ayuda a Clark. Una pelea estalla en cuanto la Legión recibe primero a Clark. Clark reprende a las múltiples Legiones, devolviendo el anillo y señalando qué es lo que significa para ellos ser algo especial para cada legionario y que señala que no volverá hasta que puedan decirle qué es esa cosa especial.[98]

## Miembros
Entre los miembros que han formado parte de la Legión de Super-Héroes se destacan los siguientes, tanto en la época Pre-Crisis como Post-Crisis, y sus distintas versiones de la Legión a través de su historia (1958-presente):
| Miembros fundadores: - Cosmic Boy - Saturn Girl - Lightning Lad/Live Wire Otros miembros de la Legión - Brainiac 5 - Colossal Boy/Micro Lad - Triplicate Girl/Duo Damsel/Duplicate Damsel - Solar Boy - Elemental Lad - Ultra Boy - Phantom Girl - Blok - Blood Claw - Bouncing Boy - Catspaw - Celeste McCauley - Chameleon Boy - Chameleon Girl - Chemical Kid - Chemical King - Comet Queen - Computo (Danielle Foccart) | - Dawnstar - Dragonmage - Devlin O'Ryan - Dream Boy - Dream Girl - Earth-Man - Element Lad - Ferro Lad - Firefist - Flederweb - Laurel Gand - Gates - Gazelle - Gear - Glorith I y II - Invisible Kid (Lyle Norg) - Invisible Kid II (Jacques Foccart) - Karate Kid (Val Armorr) - Karate Kid (Myg) - Kid Quantum - Kinetix - Kono - Lightning Lass/Light Lass - Magnetic Kid | - Magno - Matter-Eater Lad - Mon-El - Monstress - Night Girl - Polar Boy - Gemelos Tornado - Princesa Projectra/Sensor Girl - Quislet - Sensor - Shadow Lass - Kent Shakespeare - Shikari - Shrinking Violet - Spider Girl/Wave - Star Boy/Starman - Sun Boy - Tellus - Thunder - Timber Wolf - Tyroc - Veilmist - White Witch - Wildfire - XS | Miembros especiales u honorarios - Elastic Lad (Jimmy Olsen) - Insect Queen (Lana Lang) - Kid Psycho - Pete Ross - Superboy (Kal-El) - Superboy II (Universo de Bolsillo) - Superboy III (Kon-El) - Supergirl (Kara Zor-El) - Superman - Rond Vidar (Linterna Verde) Equipos de la academia - Legión de Héroes Sustitutos - Academia de la Legión |

## Parodias/homenajes
- En el cómic sátira Hombre Normal, había un equipo del siglo XXXIII llamado la Legión de Héroes Superfluos. En su primera aparición, Uran Girl quería salvar al Normal Man, el líder de cabecera Ilumination Lad señaló que tenían que llamar a lista en primer lugar. Aparecen en toda la serie haciendo pasar lista (tienen una lista aparentemente interminable de miembros). Un gag recurrente fue que en el cómic iba a volver a ellos momentos aleatorios. Lighthead Lad perdió su lugar (gracias a los gritos de la chica) y tenían que reiniciar al llamado a lista de nuevo, solo para ser asesinado por los miembros de la Legión (en el que también murieron debido a la explosión resultante). Se revela esta Legión estaba en un bucle de tiempo.

- En New Year's Evil: Mr. Mxyzptlk #1,[99] Mxyzptlk intenta reclutar una parodia de la Legión, llamada el Logjam de Super-Héroes, siendo parte de su colección de historietas. A pesar de que su gran cantidad de miembros, los únicos que estaban debidamente identificados fueron Batter-Eater Lad, Beachball Boy, Butler-Eater Lad, Butter-Eater Lad, Button-Eater Lad, Kid Kid, Kid a Lass, Lightning Lice, Loud Kid, Mutton-Eater Lad, y Negative Lass.

- En X-Men #107,[100] un equipo de héroes llamado la Guardia Imperial apareció. Muchos de sus miembros, diseñados por el artista anteriorde la Legión de Dave Cockrum, se basaron en los legionarios: Astra (Phantom Girl), Electron (Cosmic Boy), Fang (Timber Wolf), Hobgoblin (Chameleon Boy), Impulso (Wildfire), Magia (Projectra), Mentor (Brainiac 5), Midget (Shrinking Violet), Nightside (Shadow Lass), Quasar (Star Boy), Smasher (Ultra Boy), Starbolt (Sun Boy), Tempest (Lightning Lad) y Titan (Colossal Boy).

- El tomo único sobre llamada La Legión de Héroes Estúpidos es una obvia parodia sobre la Legión.

- SFA Spotlight # 5 tiene un Spider-Ham parodia el estilo de la Legión al llamarlo la Legión de Super-Furries. Los miembros son divertidas parodicas versiones animales de varios miembros.

- En Big Bang Comics #12, hay Legión-homenaje llamada el Panteón de los Héroes. Este equipo también viene del siglo XXX. Los miembros son Angelfish, Anti-Matter Lad, Brain Boy, Butterfly Queen, Clone Boy, Devil Boy, Dragon Fist, Galactic Lad, Golden Girl, Ghost Girl, Gravity Girl, Jupiter Boy, Kid Warlock, Laughing Boy, Nature Boy, Photon, Snowstar, Tele-Girl, y Ultragirl.

- En The Boys #40-43, durante el arco titulado Los Inocentes, Wee Hughie es enviado a monitorear un equipo de tercera categoría de superhéroes llamado los SuperDuper. Al ser anunciado en el universo como los "adolescentes del futuro", SuperDuper incluye a varios superhéroes cuyos poderes son similares a los de la Legión de Super-Héroes, pero casi todos son del todo incompetentes: Black Hole (un análogo de Matter Eater Lad se atraganta con una cuchara mientras trataba de comer toda copa llena de helado, Klanker (Ferro Lad) cuyos intentos por tomar la forma del hierro por lo general terminan en transformándolo en objetos inanimados y heces, y Shadow (Shadow Lass/Phantom Girl), termina chocado contra las paredes cuando trata atravesarlas.

## Apariciones en otros medios

### Televisión
- La Legión de Superheroes fue serie de TV animada para Cartoon Network transmitida entre 2006 y 2008.[101]
- La Legión de Super-Héroes también hizo aparición en las series animadas de Superman: la serie animada y Liga de la Justicia Ilimitada.[102]
- La Legión también apareció en la serie de televisión "Smallville" en el episodio Legión.[103][104][105][106]
- Saturn Girl, Phantom Girl y Chameleon Boy aparecieron en Young Justice: Phantoms. El trío de héroes siguió en secreto a Miss Martian, Superboy y Beast Boy durante su viaje a Marte, intentando evitar que Lor-Zod asesine a Superboy para salvar su futuro. Sin embargo, creían haber fallado en su misión de salvar a Superboy de la bomba genética y asumieron que Phantom Girl murió en la misma explosión. Posteriormente, Saturn Girl y Chameleon Boy están atrapados en el pasado e intentan encontrar otra forma de salvar su futuro, pero no saben que tanto Superboy como Phantom Girl todavía están vivos y atrapados dentro de la Zona Fantasma. Más tarde buscan la ayuda de Bart Allen y le revelan la verdad sobre su misión y su próximo objetivo; Para viajar a New Genesis y destruir el Proyector de la Zona Fantasma antes de que Lor-Zod pueda usarlo para liberar a sus padres encarcelados en el pasado. Tienen éxito en la destrucción del proyector, pero en el proceso descubren la supervivencia de Superboy y Phantom Girl y luego son tomados como rehenes por Lor-Zod y Ma'alefa'ak. Finalmente son liberados y trabajan juntos junto con el resto de los héroes para salvar a Superboy y derrotar a los Zods de una vez por todas. Al final de la temporada, Saturn Girl, Phantom Girl y Chameleon Boy regresan al futuro cuando aparece Brainiac 5 con una Esfera del tiempo para recuperarlos, asegurándose de que la línea de tiempo se haya restaurado y despidiéndose de Superboy.
- La Legión también apareció en la tercera temporada de la serie de televisión Supergirl con los personajes de Mon-El, Saturn Girl y Brainiac 5 y varios miembros en cápsulas de estasis; con los tres legionarios antes mencionados participando en los eventos de la temporada. Si bien no aparece, Chameleon también se menciona como miembro. En esta continuidad, Supergirl fue la inspiración del equipo en lugar de Superboy. Al final de la temporada, Winn Schott se unió al equipo y viajó con los Legionarios de regreso a su tiempo de origen, mientras que Brainiac 5 se quedó atrás en el siglo XXI. Al comienzo de la cuarta temporada, Nia Nal se presenta y se establece como un antepasado del siglo XXI del legionario, Dreamer. Después de que desarrolla poderes, Nia se convierte en una superheroína por derecho propio, también llamada Dreamer. En la quinta temporada de dos partes, "Regreso del futuro", Winn regresó y reveló que había operado con la Legión como Computer Lad antes de cambiar su nombre en clave a Toyman en honor a su padre después de que lo ayudó a derrotar a una versión malvada de sí mismo.

### Cine
Formato de cine casero
- En la película de 2014, Liga de la Justicia de América. Atrapados en el Tiempo, dos miembros de la legión, Dawnstar y Karate Kid son coprotagonistas de la historia. Ellos viajan al siglo XXI y se unen a la Liga de la Justicia para detener a Lex Luthor, el Time Trapper, perdido en el tiempo y la Legión del Mal de alterar la línea de tiempo.
- En 2016, la Legión de Super-Héroes aparece en la película directa a video de Lego DC Comics Super Heroes: Justice League - Cosmic Clash. Cuando Brainiac estaba cambiando la historia y convirtió a Superman en un cyborg obediente, eliminó a la Legión de Super-Héroes dejando a Cosmic Boy, Lightning Lad y Saturn Girl como los únicos sobrevivientes donde lograron formar una resistencia contra Brainiac.
- La Legión apareció en la película animada de 2019 Justice League vs. The Fatal Five. Los miembros de los Fatal Five atacan el cuartel general de la Legión para robar una esfera del tiempo. Lo logran y escapan al pasado, con Star Boy siguiéndolos y en el proceso perdiendo su medicación que mantiene su mente estabilizada. Finalmente conoce a la Liga de la Justicia y se une a ellos para luchar contra los Fatal Five.
- La Legión apareció en la película animada de 2023 Legion of Super-Heroes. Supergirl es enviada por Superman al futuro donde entrena con la legión para perfeccionar sus poderes. La película es una entrega de la historia de películas de Tomorrowverse y presenta a los miembros Mon-El, Brainiac 5, Bouncing Boy, Timberwolf, Triplicate Girl, Arm-Fall-Off-Boy, Invisible Kid y Dawnstar.[107]

### Juguetes y merchandising
Varios villanos y legionarios y villanos han sido reproducidos como Juguetes y merchandising varios entre los cuales están:
- Figuras de acción: se destaca la colección Super Powers Collection (1986), y continuada a través de DC Direct (1999-presente) y DC Universe: Justice League Unlimited Fan Collection (2009) incluyen personajes de la Legión.

- La línea de juguetes DC Universe Classics de Mattel se lanzó en agosto de 2011 ofreciendo una Legión de Superhéroes empaquetado en doble pack contando con Superboy, Cosmic Boy, Lightning Lad, Saturn Girl, Chamaleon Boy, Brainiac 5, Karate Kid, Timber Wolf, Wildfire, Matter-Eater Lad, Gigant Boy Colossal y a Ultra Boy. El juego de figuras también incluye un anillo de vuelo de la Legión y una pequeña figura de Proty. Un espacio en blanco que aparece en el paquete de visualiza la representación Invisible Kid, pero no había ninguna descripción real de él.

- Staman/ex-Star Boy (Thom Kallor) formó parte de la última serie de figuras de colección de DC Universe y Validus era una figura de "colección y conexión" figura que forma parte de la serie de DC Universe Classics.

- McDonald's ofreció en su famosa Cajita feliz (un conjunto de ocho figuras basadas en los personajes de la serie animada de 2007).

- HeroClix, publicó una serie de figuras con los personajes que representan parte de la sección transversal de la continuidad de la Edad de Plata hasta hoy.

- Una serie Tarjetas comerciales fueron puestas a la venta al público en la que son representados las diversas continuidades de los personajes y publicados por varias empresas (entre 1966 y 1996).

- Vs. System cards creó un juego de cartas coleccionables basadas en los personajes de la Legión.